# István Gyöngyösi

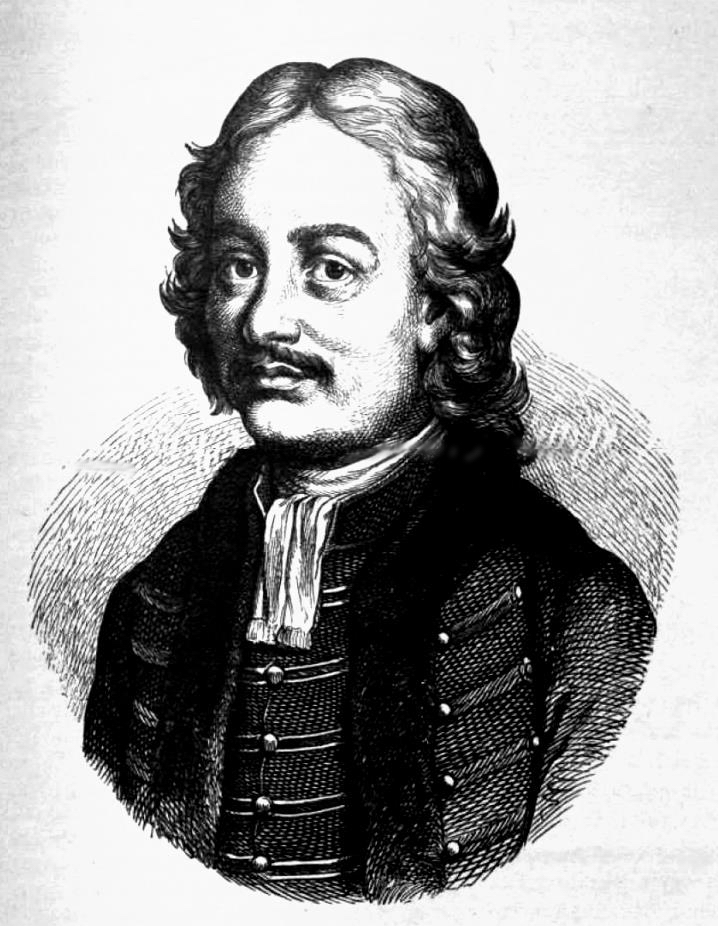
István Gyöngyösi

István Gyöngyösi, född 1625, död 1704, var en ungersk poet, en av de ledande gestalterna inom den ungerska barocken.
Gyöngyösis episka diktverk, avfattade på alexandrin, handlar för det mesta om högadliga äktenskap. De åtnjöt på sin tid en stor popularitet, och han var den första författaren i Ungern som fick en förhållandevis bred publik. Hans mest kända verk är Mársal Társalkodo Muranyi Venus ("Venus från Murany som konverserar Mars", 1664).